# Стюарт, Александр, 4-й лорд-стюард Шотландии
Александр Стюарт (англ. Alexander Stewart; 1214—1283) — 4-й лорд-стюард Шотландии.

## Биография
Сын Уолтера Стюарта, 3-го лорда-стюарда Шотландии и Беатрис Ангус, дочери Джилхриста, 4-го графа Ангус.
Александр Стюарт, вероятно, сопровождал короля Франции Людовика IX Святого во время Седьмого крестового похода (1248—1254 годы). В 1255 году он был одним из регентов при несовершеннолетнем короле Александре III.
Александр Стюарт командовал шотландскими войсками во время Битвы при Ларгсе 2 октября 1263 года, когда шотландцы победили норвежцев, возглавляемых королём Хоконом IV. В следующем году шотландцы вторглись на остров Мэн и захватили его, после чего он вместе с Внешними Гебридами (Западными островами) по условиям подписанного в 1266 году Пертского договора перешёл от Норвегии к Шотландии.

## Брак и дети
Александр Стюарт был женат на Джин Макрори, дочери Джеймса Макрори, лорда Бьют.
Дети от этого брака:
- Джеймс Стюарт (ок. 1243—1309), 5-й лорд-стюард Шотландии
- Джон Стюарт, сир Бонкиль (ок. 1245—1298), погиб в битве при Фолкерке
- Елизавета Стюарт (?-до 1288), жена Уильяма Дугласа Смелого, 4-го лорда Дугласа
- Эндрю Стюарт (возможно)

Через своего старшего сына Джеймса Александр Стюарт был прадедом короля Шотландии Роберта II.
Через своего второго сына Джона Александр Стюарт был предком Генри Стюарта, лорда Дарнли, супруга Марии Стюарт и отца первого короля Англии и Шотландии Якова I (VI) Стюарта.
Через своего третьего сына Эндрю Александр Стюарт был предком лорда-протектора Оливера Кромвеля.